# Rio Negrinho II
Le rio Negrinho II est une rivière brésilienne de l'État de Santa Catarina. Il fait partie du bassin hydrographique du rio Paraná. 

## Géographie
Il naît dans la Microrégion de Canoinhas et rejoint le rio Negro à l'ouest du rio Preto.